# 方形大额蟹
方形大额蟹为方蟹科大额蟹属的动物。分布于日本、夏威夷、塔希提、新喀里多尼亚、澳大利亚、马达加斯加、非洲东岸以及中国大陆的广西、广东等地，生活环境为海水，主要栖息于潮间带的岩石缝或石下。